# Robert Mills
Robert Mills (Charleston, Carolina do Sul, 12 de agosto de 1781 - Washington, DC, 3 de março de 1855) foi um arquiteto e cartógrafo estado-unidense.
Mills é, às vezes, considerado o primeiro nativo americano a tornar-se um arquiteto profissional, embora Charles Bulfinch tenha, talvez, mais direito a receber esta homenagem. Mills estudou em Charleston, Carolina do Sul, como aluno do arquiteto irlandês James Hoban, que mais tarde projetou a Casa Branca e que passou a ser a casa oficial dos presidentes dos Estados Unidos. Tanto Hoban quanto Mills eram maçons.

## Biografia
Nascido em Charleston, Carolina do Sul, Mills mudou-se para a Filadélfia, em 1802, onde tornou-se assistente e aluno de Benjamin Henry Latrobe. Ele aos poucos foi sendo conhecido por seus próprios trabalhos. Dentre os edifícios da Filadélfia que ele concebeu estão: o Washington Hall, a igreja batista da rua Samson e a igreja unitarista Octagon. Ele também projetou a cobertura da ponte Upper Ferry.

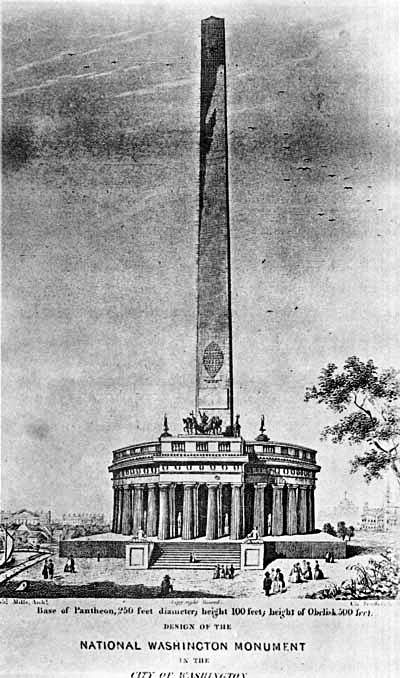
Projeto proposto por Robert Mills para o Monumento de Washington em Washington, D.C.

Em 1812, Mills projetou a Igreja Monumental, na Virgínia, construída para homenagear os mortos em um incêndio num teatro próximo. Este fato serviu, mais tarde, para que Mills se interessasse em desenvolver medidas contra-incêndios em suas construções.
Após mudança para Baltimore, Maryland, ele concebeu a construção da Igreja Episcopal de São João, a Casa da Indústria de Maryland, e o Clube de Maryland. Ele é lembrado por ter projetado o primeiro monumento nacional a Washington, em Baltimore, que começou a ser construído em 1815.
Em 1820, ele foi nomeado comissário da Câmara de Obras Públicas da Carolina do Sul. Em 1823, Mills foi o superintendente de edifícios públicos. Nos anos seguintes ele projetou inúmeros edifícios na Carolina do Sul, incluindo o fórum, prisões e o Fireproof Building, em Charleston. Em 1825, foi o autor do Atlas do Estado da Carolina do Sul. Um ano depois ele publicou a Estatística da Carolina do Sul.
Em 1836 ele venceu a concorrência para o projeto do Monumento de Washington, seu trabalho mais conhecido.
Ele também projetou o edifício federal do Departamento do Tesouro e de vários outros edifícios em Washington, DC, incluindo o Old Patent Office Building. Na Carolina do Sul, ele projetou o Fórum do condado, em pelo menos 18 condados, alguns dos edifícios públicos, em Columbia, e algumas casas particulares. Ele também projetou trechos do canal Landsford, no condado de Chester, sobre o rio Catawba, na Carolina do Sul.
Mills foi um dos pioneiros na luta para incluir nos edifícios públicos equipamentos contra-incêndio. Um incêndio em Kingstree, Carolina do Sul destruiu grande parte do piso superior de um fórum chamado de Fireproof Building que ele projetou, porém os registros do condado no primeiro andar foram protegidos, devido às suas medidas contra-incêndio.
Ele morreu em Washington, DC em 1855 e foi enterrado no Cemitério do Congresso.

## Contexto
O contexto mais amplo para a arquitetura de Mills foi a arquitetura do neoclassicismo. Este foi o estilo dominante do edifício vencedor das competições de concepções arquitetônicas e grandes projetos da época, tanto na Europa como na América. Sob a égide do neoclassicismo, seus projetos foram parcialmente palladianos, georgianos e, muitas vezes, neogregos.
Além dos movimentos estilísticos de arquitetura existentes no mundo todo em sua época, Robert Mills esteve envolvido no contexto mais local de construção na região do Mid-Atlantic. Aí, e, especialmente, em Washington, D.C., foram muitas as figuras que contribuíram com a arquitetura de alta qualidade. Para construir, como fez Mills, naquilo que é hoje o National Mall, ele teve que contar com a ajuda de  planejamento de Pierre Charles L’Enfant, bem como de Andrew e Joseph Ellicott. Sendo já um arquiteto da Área Metropolitana Baltimore-Washington, sem dúvida, ele também foi influenciado por Thomas Jefferson e a arquitetura jeffersoniana. Mills, com Jefferson e outros, foi capaz de criar um estilo distinto de arquitetura federal.